# Diola

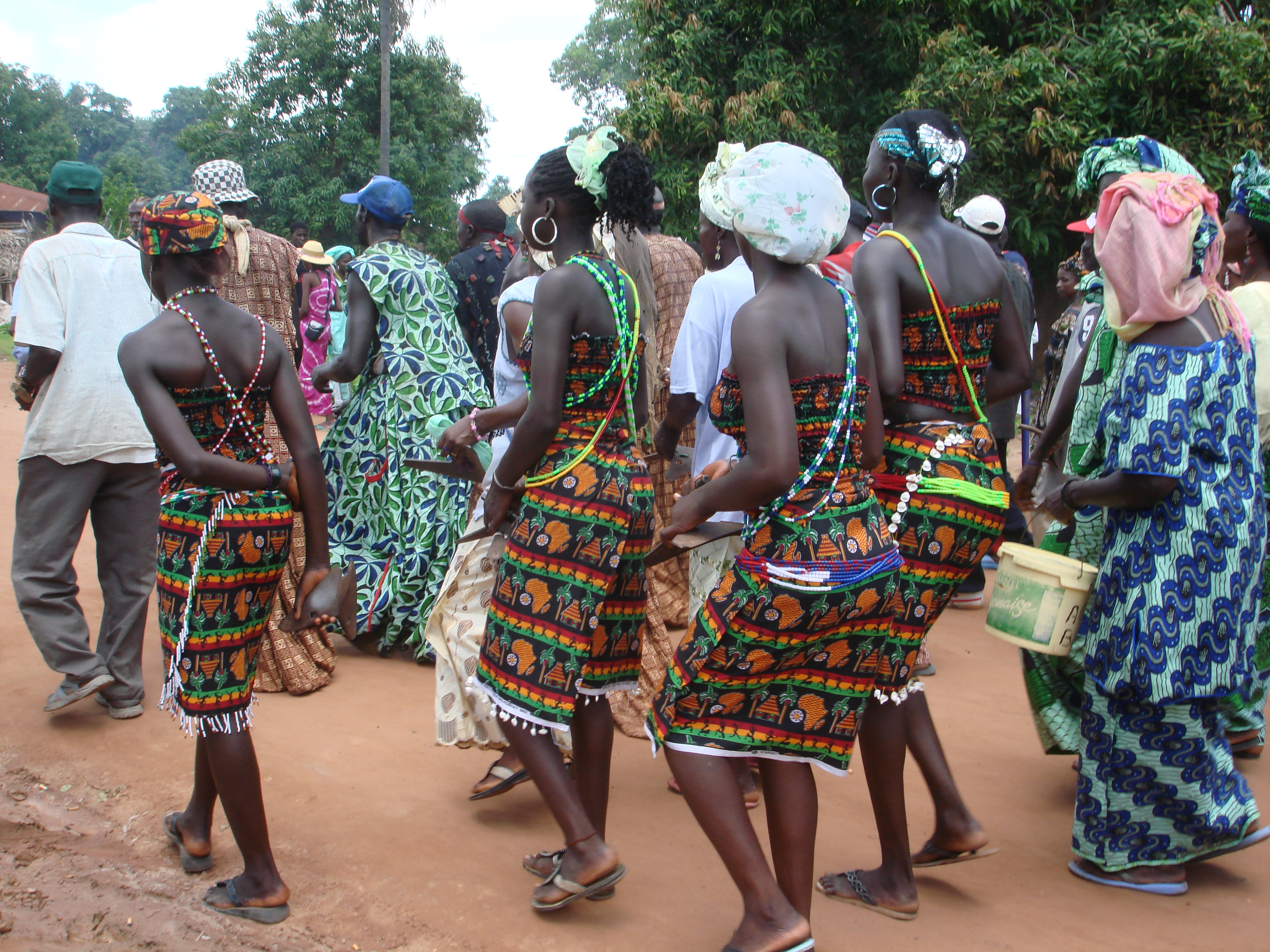
Junge Diolafrauen

Die (englisch) Jola (französisch) Diola sind eine Ethnie in Gambia, Senegal und Guinea-Bissau. Siedlungsschwerpunkt ist die südsenegalesische Casamance; hier leben etwa eine Million Diolas.
Obwohl sie in einer hauptsächlich von Muslimen bevölkerten Region leben, sind die Diola zu einem großen Teil Katholiken. Das Zentrum ihrer Kultur lässt sich vor allem in der Basse Casamance um Bignona und Ziguinchor finden.
Hier betreiben sie schwerpunktmäßig Reisanbau. Sie haben eine jahrhundertealte Tradition, afrikanischen Reis zu kultivieren. Wie auch die Manjago sind besonders die nichtmuslimischen Diola dafür bekannt, Ölpalmen zu kultivieren und daraus Öl und Palmwein zu gewinnen.
Berühmte Vertreter der Diola waren das Stammesoberhaupt Ahoune Sane, der sehr früh den Kampf um die Dekolonisierung ihrer Heimat aufnahm, und der ehemalige Präsident Gambias, Yahya Jammeh.
Viele Diola brachten ihre animistische Religion als Sklaven mit nach Nordamerika und beeinflussten somit zum Beispiel die Entstehung von Voodoo in der Karibik maßgeblich. Bei den Jenseitsvorstellungen ist ein moralisches Konzept zu erkennen: Der Mensch besteht aus einem guten Teil, welcher reinkarniert wird, einem schlechten Teil, der ausgelöscht wird, und einem hervorragenden Teil, der in ein Paradies eingeht.